# Campionato europeo maschile di pallacanestro Under-18 1986
Il 12º Campionato europeo di pallacanestro maschile Under-18 (noto anche come FIBA Europe Under-18 Championship 1986) si è svolto in Austria, presso Vöcklabruck e Gmunden, dal 15 al 23 agosto 1986.

## Squadre partecipanti
- Austria
- Cecoslovacchia
- Spagna
- Finlandia
- Francia
- Grecia

- Ungheria
- Italia
- Jugoslavia
- Paesi Bassi
- Germania Ovest
- Unione Sovietica

## Primo turno
Le squadre sono divise in 2 gruppi da 6 squadre, con gironi all'italiana. Le prime quattro si qualificano per la fase successiva ad eliminazione diretta, mentre le ultime giocano per il 9-12 posto.

### Gruppo A
| Team                | Pt | V - P | PF - PS   | Dp  |
| ------------------- | -- | ----- | --------- | --- |
| 1. Unione Sovietica | 10 | 5 - 0 | 425 - 346 | +79 |
| 2. Germania Ovest   | 9  | 4 - 1 | 418 - 401 | +17 |
| 3. Spagna           | 8  | 3 - 2 | 441 - 389 | +52 |
| 4. Finlandia        | 7  | 2 - 3 | 349 - 375 | -26 |
| 5. Paesi Bassi      | 6  | 1 - 4 | 369 - 420 | -25 |
| 6. Francia          | 5  | 0 - 5 | 403 - 474 | -71 |

### Gruppo B
| Team              | Pt | V - P | PF - PS   | Dp   |
| ----------------- | -- | ----- | --------- | ---- |
| 1. Jugoslavia     | 10 | 5 - 0 | 564 - 369 | +195 |
| 2. Italia         | 9  | 4 - 1 | 472 - 347 | +125 |
| 3. Grecia         | 8  | 3 - 2 | 435 - 421 | +14  |
| 4. Cecoslovacchia | 7  | 2 - 3 | 419 - 436 | -46  |
| 5. Austria        | 6  | 1 - 4 | 339 - 540 | -201 |
| 6. Ungheria       | 5  | 0 - 5 | 398 - 514 | -116 |

## Fase a eliminazione diretta

### Tabellone 1º-4º posto
|  | Semifinali 1º/4º posto | Semifinali 1º/4º posto | Semifinali 1º/4º posto |            |                  | Finale 1º/2º posto | Finale 1º/2º posto | Finale 1º/2º posto |  |
|  |                        |                        |                        |            |                  |                    |                    |                    |  |
|  | Unione Sovietica       | Unione Sovietica       | 82                     |            |                  |                    |                    |                    |  |
|  | Unione Sovietica       | Unione Sovietica       | 82                     |            |                  |                    |                    |                    |  |
|  | Italia                 | Italia                 | 80                     |            |                  |                    |                    |                    |  |
|  | Italia                 | Italia                 | 80                     |            | Unione Sovietica | Unione Sovietica   | 87                 |                    |  |
|  |                        |                        |                        |            | Unione Sovietica | Unione Sovietica   | 87                 |                    |  |
|  |                        |                        | Jugoslavia             | Jugoslavia | 111              |                    |                    |                    |  |
|  | Jugoslavia             | Jugoslavia             | Jugoslavia             | Jugoslavia | 111              | 91                 |                    |                    |  |
|  | Jugoslavia             | Jugoslavia             |                        |            |                  | 91                 |                    |                    |  |
|  | Germania Ovest         | Germania Ovest         | 79                     |            |                  | Finale 3º/4º posto | Finale 3º/4º posto | Finale 3º/4º posto |  |
|  | Germania Ovest         | Germania Ovest         | 79                     |            |                  |                    |                    |                    |  |
|  |                        |                        |                        |            |                  |                    |                    |                    |  |
|  |                        |                        |                        |            |                  | Italia             | Italia             | 83                 |  |
|  |                        |                        |                        |            |                  | Italia             | Italia             | 83                 |  |
|  |                        |                        |                        |            |                  | Germania Ovest     | Germania Ovest     | 53                 |  |

### Tabellone 5º-8º posto
|  | Semifinali 5º/8º posto | Semifinali 5º/8º posto | Semifinali 5º/8º posto |        |        | Finale 5º/6º posto | Finale 5º/6º posto | Finale 5º/6º posto |  |
|  |                        |                        |                        |        |        |                    |                    |                    |  |
|  | Spagna                 | Spagna                 | 98                     |        |        |                    |                    |                    |  |
|  | Spagna                 | Spagna                 | 98                     |        |        |                    |                    |                    |  |
|  | Cecoslovacchia         | Cecoslovacchia         | 74                     |        |        |                    |                    |                    |  |
|  | Cecoslovacchia         | Cecoslovacchia         | 74                     |        | Spagna | Spagna             | 129                |                    |  |
|  |                        |                        |                        |        | Spagna | Spagna             | 129                |                    |  |
|  |                        |                        | Grecia                 | Grecia | 82     |                    |                    |                    |  |
|  | Grecia                 | Grecia                 | Grecia                 | Grecia | 82     | 98                 |                    |                    |  |
|  | Grecia                 | Grecia                 |                        |        |        | 98                 |                    |                    |  |
|  | Finlandia              | Finlandia              | 89                     |        |        | Finale 7º/8º posto | Finale 7º/8º posto | Finale 7º/8º posto |  |
|  | Finlandia              | Finlandia              | 89                     |        |        |                    |                    |                    |  |
|  |                        |                        |                        |        |        |                    |                    |                    |  |
|  |                        |                        |                        |        |        | Cecoslovacchia     | Cecoslovacchia     | 64                 |  |
|  |                        |                        |                        |        |        | Cecoslovacchia     | Cecoslovacchia     | 64                 |  |
|  |                        |                        |                        |        |        | Finlandia          | Finlandia          | 97                 |  |

### Tabellone dal 9º al 12º posto
|  | Semifinali 9º/12º posto | Semifinali 9º/12º posto | Semifinali 9º/12º posto |         |          | Finale 9º/10º posto  | Finale 9º/10º posto  | Finale 9º/10º posto  |  |
|  |                         |                         |                         |         |          |                      |                      |                      |  |
|  | Paesi Bassi             | Paesi Bassi             | 76                      |         |          |                      |                      |                      |  |
|  | Paesi Bassi             | Paesi Bassi             | 76                      |         |          |                      |                      |                      |  |
|  | Ungheria                | Ungheria                | 97                      |         |          |                      |                      |                      |  |
|  | Ungheria                | Ungheria                | 97                      |         | Ungheria | Ungheria             | 115                  |                      |  |
|  |                         |                         |                         |         | Ungheria | Ungheria             | 115                  |                      |  |
|  |                         |                         | Francia                 | Francia | 99       |                      |                      |                      |  |
|  | Austria                 | Austria                 | Francia                 | Francia | 99       | 65                   |                      |                      |  |
|  | Austria                 | Austria                 |                         |         |          | 65                   |                      |                      |  |
|  | Francia                 | Francia                 | 87                      |         |          | Finale 11º/12º posto | Finale 11º/12º posto | Finale 11º/12º posto |  |
|  | Francia                 | Francia                 | 87                      |         |          |                      |                      |                      |  |
|  |                         |                         |                         |         |          |                      |                      |                      |  |
|  |                         |                         |                         |         |          | Paesi Bassi          | Paesi Bassi          | 90                   |  |
|  |                         |                         |                         |         |          | Paesi Bassi          | Paesi Bassi          | 90                   |  |
|  |                         |                         |                         |         |          | Austria              | Austria              | 71                   |  |

## Classifica finale
| Campione d'Europa | Campione d'Europa | Campione d'Europa |
| ----------------- | ----------------- | ----------------- |
| Jugoslavia        |                   |                   |
| Argento           | Unione Sovietica  |                   |
| Bronzo            | Italia            |                   |
| 4.                | Germania Ovest    |                   |
| 5.                | Spagna            |                   |
| 6.                | Grecia            |                   |
| 7.                | Finlandia         |                   |
| 8.                | Cecoslovacchia    |                   |
| 9.                | Ungheria          |                   |
| 10.               | Francia           |                   |
| 11.               | Paesi Bassi       |                   |
| 12.               | Austria           |                   |